# 1673 au théâtre
| Années du théâtre : 1670 - 1671 - 1672 - 1673 - 1674 - 1675 - 1676    |
| Décennies du théâtre : 1640 - 1650 - 1660 - 1670 - 1680 - 1690 - 1700 |

## Événements
- 3 mai : à Paris, contrat d'association entre la troupe du Marais et les membres de la troupe de Molière, mort le 17 février ; ils  occupent dès lors l'Hôtel de Guénégaud.

## Pièces de théâtre publiées
- Aphra Behn, The Dutch Lover (en), Londres, Thomas Dring.
- Molière, Le Malade imaginaire, Paris.
- Nanteuil, L'Amante invisible, comédie, Hanovre, Wolfgang Schwendiman, [6]-80 p. (En ligne sur Gallica).
- Jean Racine, Mithridate, Paris, Claude Barbin, 5 ff. - 81 p. (En ligne sur Gallica).

## Pièces de théâtre représentées
- 13 janvier : Mithridate, tragédie de Jean Racine, théâtre de l'Hôtel de Bourgogne, Paris.
- 10 février : Le Malade imaginaire, dernière comédie de Molière, Théâtre du Palais-Royal, Paris.
- mars : L'Ombre de Molière de Brécourt, théâtre de l'Hôtel de Bourgogne, Paris[1].
- 9 juillet : Le Tartuffe ou l'Imposteur de Molière, Hôtel de Guénégaud, Paris.
- The Careless Lovers, comédie d'Edward Ravenscroft, Théâtre de Dorset Garden, Londres.

## Naissances
- 30 janvier : Marc-Antoine Legrand, comédien et dramaturge français, mort le 7 janvier 1728.
- Date précise inconnue :
  - Yoshizawa Ayame I, acteur japonais de kabuki et d'onnagata (spécialiste des rôles féminins), mort le 15 juillet 1729.

## Décès
- 17 février : Molière